# Танжерин
{{#ifeq:0|0|{{#if:|{{#if:Citrustangerina|[[]}}|}}}}
Танжери́н (Citrus tangerina) — цитрус, рослина родини рутові. Назва часто застосовується як синонім мандарину.
Невисоке дерево, має досить густу крону і невеликі вузькі листя. Плоди без кісточок.
Вперше був окультурений і став вирощуватися в сільськогосподарських масштабах в Китаї. Основним виробником сільськогосподарської культури є США та Італія (культивується на острові Сицилія).
Плодоношення відбувається з жовтня по квітень.